# Ambeodontus
Ambeodontus is een kevergeslacht uit de familie van de boktorren (Cerambycidae). De wetenschappelijke naam van het geslacht werd voor het eerst geldig gepubliceerd in 1869 door Lacordaire.

## Soorten
Ambeodontus omvat de volgende soorten:
- Ambeodontus binodosus Lacordaire, 1869
- Ambeodontus pilosus (Pascoe, 1864)
- Ambeodontus tristis (Fabricius, 1775)